# Castillo de los Enríquez (Hornillos de Cerrato)
El castillo de los Enríquez es una fortaleza situada en la localidad española de Hornillos de Cerrato, en la provincia de Palencia. Fue levantada en el siglo XVI sobre una construcción anterior. En la actualidad se encuentra en estado ruinoso y bajo la protección de la Declaración genérica del Decreto de 22 de abril de 1949 y la Ley 16/1985 sobre el Patrimonio Histórico Español.

## Historia
A comienzos del siglo XVI el castillo era propiedad de Bernardino Pérez de Sarmiento, conde de Ribadavia. En 1503 el rey le pidió explicaciones acerca de las exacciones del alcaide con los pobladores de Hornillos de Cerrato, a los cuales forzaba a realizar guardias en la fortaleza.
En 1530 el castillo pasa, junto con el señorío del pueblo, a manos de Francisco de Cobos, secretario del rey Carlos I. Siete años después, a Pedro Fernández Portillo; a mediados de siglo a José de Guevara; en 1591 a Pedro Fernández de Villarroel, y ya a mediados del siglo XVIII al marqués de San Vicente.

## Descripción

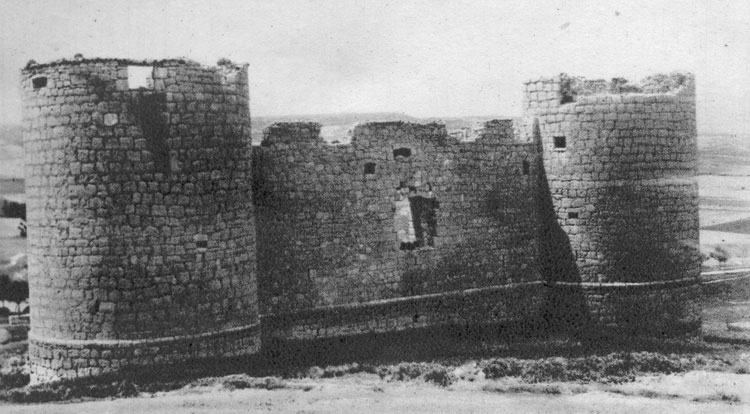
Castillo de los Enríquez

Se trató de un castillo de tres pisos y planta cuadrada con fuertes cubos en las esquinas. En la del sudeste existe tallado un escudo heráldico con forma de aspa, y en el exterior posee una imposta que arranca desde el primer piso, grandes ventanas, troneras de buzón y un remate de almenas. Todo ello le da la característica de fortaleza artillera.
Su estado es ruinoso, por lo menos desde el siglo XVIII; solo se conservan el frente este y una puerta prácticamente enterrada con arco de medio punto en el muro norte. En cuanto a la zona central de la fortaleza, se halla repleta de escombros.